# Great Coasters International
Pour les articles homonymes, voir GCI.
Great Coasters International, Inc. (GCI) est un constructeur de montagnes russes basé à Sunbury, en Pennsylvanie. La première réalisation de l'entreprise fut le Wildcat de Hersheypark en 1996. La première réalisation en Europe fut Thunderbird, en 2006 pour PowerPark.
Les montagnes russes de GCI sont connues pour leurs descentes souvent courbes, leurs parcours qui tournent beaucoup et leurs bonnes sensations de vitesse. Des éléments visuels comme des fly-through station ont été intégrés à beaucoup de leurs parcours.

## Réalisations
| Nom de l'attraction   | Année | Nom du parc                 | Pays        |
| --------------------- | ----- | --------------------------- | ----------- |
| American Thunder      | 2008  | Six Flags St. Louis         | États-Unis  |
| Apocalypse            | 2009  | Six Flags Magic Mountain    | États-Unis  |
| El Toro               | 2009  | Freizeitpark Plohn          | Allemagne   |
| Gold Striker          | 2013  | California's Great America  | États-Unis  |
| Great Desert-Rally    | 2017  | Happy Valley (Chengdu)      | Chine       |
| Gwazi                 | 1999  | Busch Gardens Africa        | États-Unis  |
| Heidi The Ride        | 2017  | Plopsaland De Panne         | Belgique    |
| InvadR                | 2017  | Busch Gardens Williamsburg  | États-Unis  |
| Joris en de Draak     | 2010  | Efteling                    | Pays-Bas    |
| Jungle Dragon         | 2017  | Happy Valley (Chongqing)    | Chine       |
| Kentucky Rumbler      | 2006  | Beech Bend Park             | États-Unis  |
| Lightning Racer       | 2000  | Hersheypark                 | États-Unis  |
| Mystic Timbers        | 2017  | Kings Island                | États-Unis  |
| Ozark Wildcat         | 2003  | Celebration City            | États-Unis  |
| Prowler               | 2009  | Worlds of Fun               | États-Unis  |
| Renegade              | 2007  | Valleyfair                  | États-Unis  |
| Roar                  | 1998  | Six Flags America           | États-Unis  |
| Roar                  | 1999  | Six Flags Discovery Kingdom | États-Unis  |
| Starliner             | 2016  | Miracle Strip Pier Park     | États-Unis  |
| Texas Stingray        | 2020  | SeaWorld San Antonio        | États-Unis  |
| Thunderbird           | 2006  | PowerPark                   | Finlande    |
| Thunderhead           | 2004  | Dollywood                   | États-Unis  |
| Troy                  | 2007  | Toverland                   | Pays-Bas    |
| Viper                 | 2015  | Wanda City Theme Park       | Chine       |
| White Lightning       | 2013  | Fun Spot Action Park        | États-Unis  |
| Wicker Man            | 2018  | Alton Towers                | Royaume-Uni |
| Wildcat               | 1996  | Hersheypark                 | États-Unis  |
| Wilkołak              | 2019  | Majaland Kownaty            | Pologne     |
| Wodan - Timburcoaster | 2012  | Europa Park                 | Allemagne   |
| Wood Coasters         | 2011  | OCT East                    | Chine       |